# Erik Zetterberg
Erik Zetterberg, född 16 februari 1997, är en svensk fotbollsspelare som spelar för Lunds BK. Hans far, Pär Zetterberg, är en före detta fotbollsspelare.

## Karriär
Zetterbergs moderklubb är belgiska Royal Stade Brainois. Han spelade därefter juniorfotboll i Falkenbergs FF och blev uppflyttad till A-laget i juni 2015. Zetterberg gjorde allsvensk debut den 30 oktober 2016 i en 4–1-förlust mot Helsingborgs IF, där han blev inbytt i den 86:e minuten mot Amin Nazari.
I juli 2018 värvades Zetterberg av Varbergs BoIS, där han skrev på ett 1,5-årskontrakt. I augusti 2019 lånades Zetterberg ut till Tvååkers IF.
Den 5 februari 2020 värvades Zetterberg av kanadensiska FC Edmonton. I mars 2021 värvades Zetterberg av Ettan-klubben Lindome GIF. Efter säsongen 2021 lämnade han klubben. I februari 2022 värvades Zetterberg av Lunds BK.